# Валверде (Фундан)
Валверде (порт. Valverde) — район (фрегезия) в Португалии, входит в округ Каштелу-Бранку. Является составной частью муниципалитета Фундан. По старому административному делению входил в провинцию Бейра-Байша. Входит в экономико-статистический субрегион Кова-да-Бейра, который входит в Центральный регион.
Население составляет 1422 человека на 2001 год. Занимает площадь 14,51 км².